# نومی مونه‌کاتسو
نومی مونه‌کاتسو (به ژاپنی: 乃美宗勝 Nomi Munekatsu); تاریخ ورودی نامعتبر است – ۲۸ اکتبر ۱۵۹۲) سامورایی اهل ژاپن بود که به خاندان هوجو خدمت می‌کرد.